# Östlicher Mailandsiepen

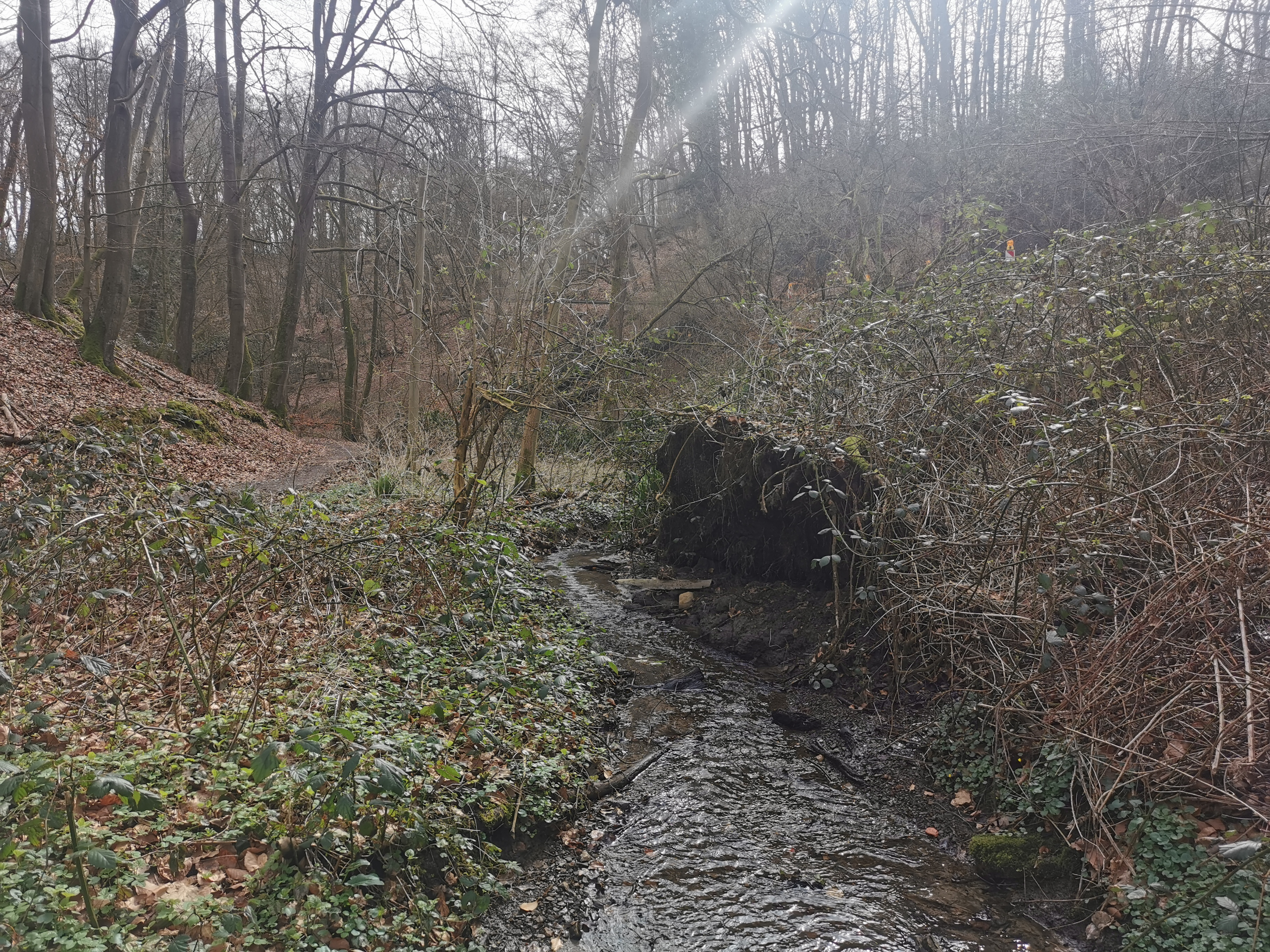
Der Östlicher Mailandsiepen

Der Östliche Mailandsiepen ist ein Kerbtal in Bochum-Stiepel. Es befindet sich östlich des Geländes des Bochumer Golf-Clubs und westlich des Ruhrlandheims. Der Wald ist ein Eichen-Buchen-Mischwald. Das Fließgewässer entleert sich in den Kemnader See, einer Staustufe der Ruhr. Die Gewässergüte entspricht der Güteklasse I. Das Gebiet ist bei der Stadt Bochum als zukünftiges Naturschutzgebiet in Planung.